# Tour de Zuidenveld
La Tour de Zuidenveld (nombre oficial: PWZ Zuidenveld Tour) es una carrera ciclista profesional que se disputa en los Países Bajos durante el mes de abril. Originalmente desde su creación la carrera llevaba por nombre Zuid Oost Drenthe Classic, sin embargo, debido a los cambios de patrocinadores a través de los años el nombre de la carrera ha cambiado. Desde 2009 pertenece a los Circuitos Continentales UCI formando parte del UCI Europe Tour dentro de la categoría 1.2 (última categoría del profesionalismo). En 2013 se disputaron dos carreras, una sobre asfalto y la otra sobre adoquines.

## Palmarés
| Año      | Ganador              | Segundo                   | Tercero                |
| -------- | -------------------- | ------------------------- | ---------------------- |
| 1992     | Jeroen Blijlevens    | David Veenendaal          | Tonnie Teuben          |
| 1993     | Erik van der Heide   | Marcel Vegt               | Danny Stam             |
| 1994     | Jan de Leeuw         | Lex Nederlof              | Ronald Withag          |
| 1995     | Steven de Jongh      | Jeroen Slagter            | Arjan Vinke            |
| 1996     | Michael van der Wolf | Rudi Kemna                | Herold Dat             |
| 1997     | Sander Olijve        | Rudi Kemna                | Martin van Steen       |
| 1998     | Bart Boom            | Ronald Mutsaars           | Herman Fledderus       |
| 1999     | Mark ter Schure      | Andre van de Reep         | Bjorn Vonk             |
| 2000     | Bobbie Traksel       | Gerben van de Reep        | Herold Dat             |
| 2001     | Edwin Dunning        | Julien Smink              | Wally Buurstede        |
| 2002     | Angelo van Melis     | Marcel Luppes             | Arno Wallaard          |
| 2003     | Pascal Hermes        | Marcel Luppes             | Jos Pronk              |
| 2004     | Peter van Agtmaal    | Peter Schep               | Peter Olde Dubbelink   |
| 2005     | Bart Boom            | Jos Lucassen              | Raynold Smith          |
| 2006     | Jos Harms            | Wim Stroetinga            | Marco Bos              |
| 2007     | Marco Bos            | Marc Hester Hansen        | Martijn Lust           |
| 2008     | Marco Bos            | Bert-Jan Lindeman         | Joost Spring In't Veld |
| 2009     | Marcel Beima         | Jasper Lenferink          | Martijn Verschoor      |
| 2010     | Peter Schulting      | Glenn Clermonts           | Bert-Jan Lindeman      |
| 2011     | Bert-Jan Lindeman    | Jos Harms                 | Niels de Blaauw        |
| 2012     | Maurits Lammertink   | Dries Hollanders          | Bart van Haaren        |
| 2013 (1) | Jeff Vermeulen       | Niko Eeckhout             | Grischa Janorschke     |
| 2013 (2) | Brian van Goethem    | Johim Ariesen             | Sjoerd Kouwenhoven     |
| 2014     | Wim Stroetinga       | Phil Bauhaus              | Dylan Groenewegen      |
| 2015     | Jeff Vermeulen       | Wim Stroetinga            | Nicolai Brøchner       |
| 2016     | Elmar Reinders       | Taco Van der Hoorn        | Yoeri Havik            |
| 2017     | Rick Ottema          | Joey Van Rhee             | Stef Krul              |
| 2018     | Stef Krul            | Maarten van Trijp         | Aksel Nõmmela          |
| 2019     | Luuc Bugter          | Bas van der Kooij         | Yves Coolen            |
| 2020     | No se disputó        | No se disputó             | No se disputó          |
| 2021     | Elmar Reinders       | Daan van Sintmaartensdijk | Richard Habermann      |
| 2022     | Coen Vermeltfoort    | Tomáš Kopecký             | Marcus Sander Hansen   |

## Palmarés por países
| País         | Victorias |
| ------------ | --------- |
| Países Bajos | 31        |